# クイントン・コプルズ
クイントン・コプルズ（Quinton Kyle Coples 1990年6月22日- ）はノースカロライナ州キンストン出身の元アメリカンフットボール選手。NFLのニューヨーク・ジェッツ、マイアミ・ドルフィンズに所属していた。現役時代のポジションはアウトサイドラインバッカー。2012年のドラフト1巡(全体16位)指名選手である。

## 経歴

### 大学時代
コプルズは2年生のときにディフェンシブエンドとして59タックル、10サックを決め、オールアトランティック・コースト・カンファレンスのファーストチームに選ばれた。
大学通算では144タックル(40.5ロスタックル)、24サック、5ファンブルフォースを記録した。

### ニューヨーク・ジェッツ
2012年のNFLドラフトでニューヨーク・ジェッツから1巡で指名され、4年契約を結んだ。ルーキーシーズンは30タックル、5.5サックを決めた。
2013年のNFLドラフトの翌週、ディフェンシブエンドからアウトサイドラインバッカーにコンバートされた。
コンバートされた年は怪我にも苦しんだが、38タックル、4.5サックの成績を残した。
2014年は全試合に先発出場し、主にアウトサイドラインバッカーとして起用され、35タックル、6.5サック、1ファンブルフォースをあげた。この年のチームは2007年以来最悪となる4勝12敗でシーズンを終えた。
2015年4月23日、ジェッツから5年目のオプション契約を受けた。この年10試合に出場したが、8タックル、1ファンブルリカバーと低調な成績に終わり、11月23日にウェイバーされた。11月24日、マイアミ・ドルフィンズと契約を結んだ。
2016年2月12日、ドルフィンズから解雇された。同年3月16日、ロサンゼルス・ラムズと2年650万ドルで契約を結んだ。